# Thwing (Yorkshire de l'Est)
Thwing est une paroisse civile et un village du Yorkshire de l'Est, en Angleterre.